# Unió Parlamentària Africana
La Unió Parlamentària Africana (African Parliamentary Union), abans Unió de Parlaments Africans, és una organització interparlamentària continental establerta per primera vegada a Abidjan el 13 de febrer de 1976. La Unió té com a objectiu reunir les institucions parlamentàries de totes les nacions d'Àfrica, fomentar els contactes entre parlamentaris africans i mundials, i enfortir i promoure la democràcia i la pau. Quaranta parlaments són membres de l'APU.
L'APU celebra conferències anuals per tal d'aconseguir els seus objectius i també organitza reunions parlamentàries en cooperació amb organitzacions o institucions internacionals.
Les llengües de treball de la Unió són l'anglès, l'àrab, el francès i el portuguès.

## Membres
Els no membres són Eritrea, Seychelles, Comores, Maurici, Madagascar, Tanzània, Zimbabwe, Malawi, Moçambic, Botswana, Sud-àfrica, Eswatini, Lesotho, República Àrab Saharaui Democràtica